# Mönch (Fels)

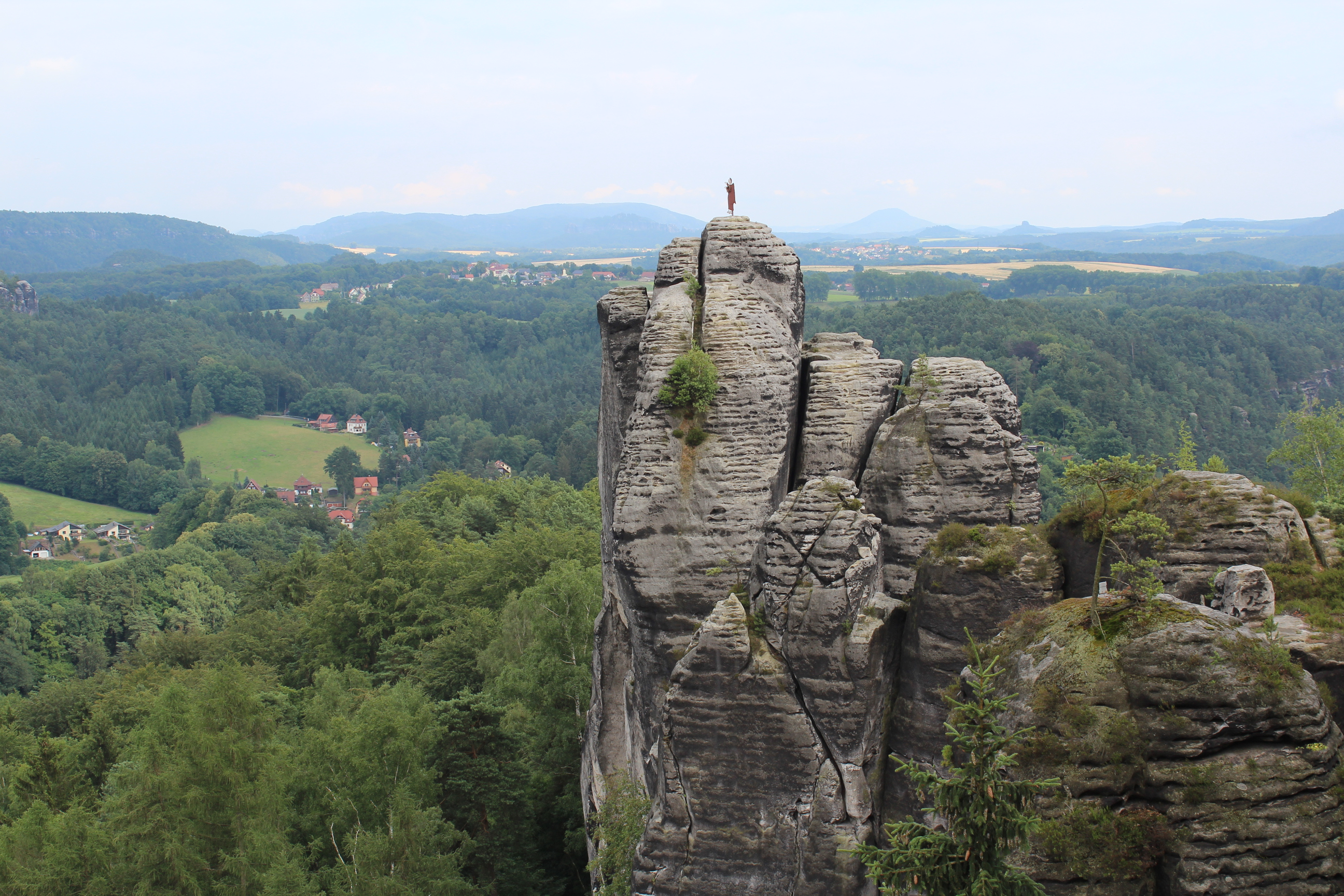
Blick auf den Mönch von der Felsenburg Neurathen

Der Mönch, auch Mönchstein (274,9 m ü. NHN) ist ein Felsturm und beliebter Klettergipfel in der Sächsischen Schweiz bei Rathen. Die auf dem Gipfel angebrachte Wetterfahne in Gestalt eines blechernen Mönchs ist weithin sichtbar und dient der Orientierung.

## Namensgebung
Der Ursprung des Namens „Mönch“ ist unbekannt. Auf der von Matthias Oeder 1592 erstellten Kartenwerk der Ersten Kursächsischen Landesaufnahme ist lediglich ein „Wechterhaus“ der ehemaligen Felsenburg Neurathen verzeichnet. Der heutige Name wird 1755 erstmals genannt. Wilhelm Leberecht Götzinger vermutete die Namensherkunft im Aussehen des Felsens, der von Osten ein wenig Ähnlichkeit mit einem Mönch habe. Als alternativer Name war im 19. Jahrhundert auch „Kamel“ in Gebrauch, in diesem Fall aufgrund der Ansicht vom Elbufer her, die einem Kamelbuckel ähneln soll. Durch die Nachbarschaft zur Nonne auf der anderen Elbseite existieren zudem Sagen um die Namensgebung beider Felsen.

## Geschichte

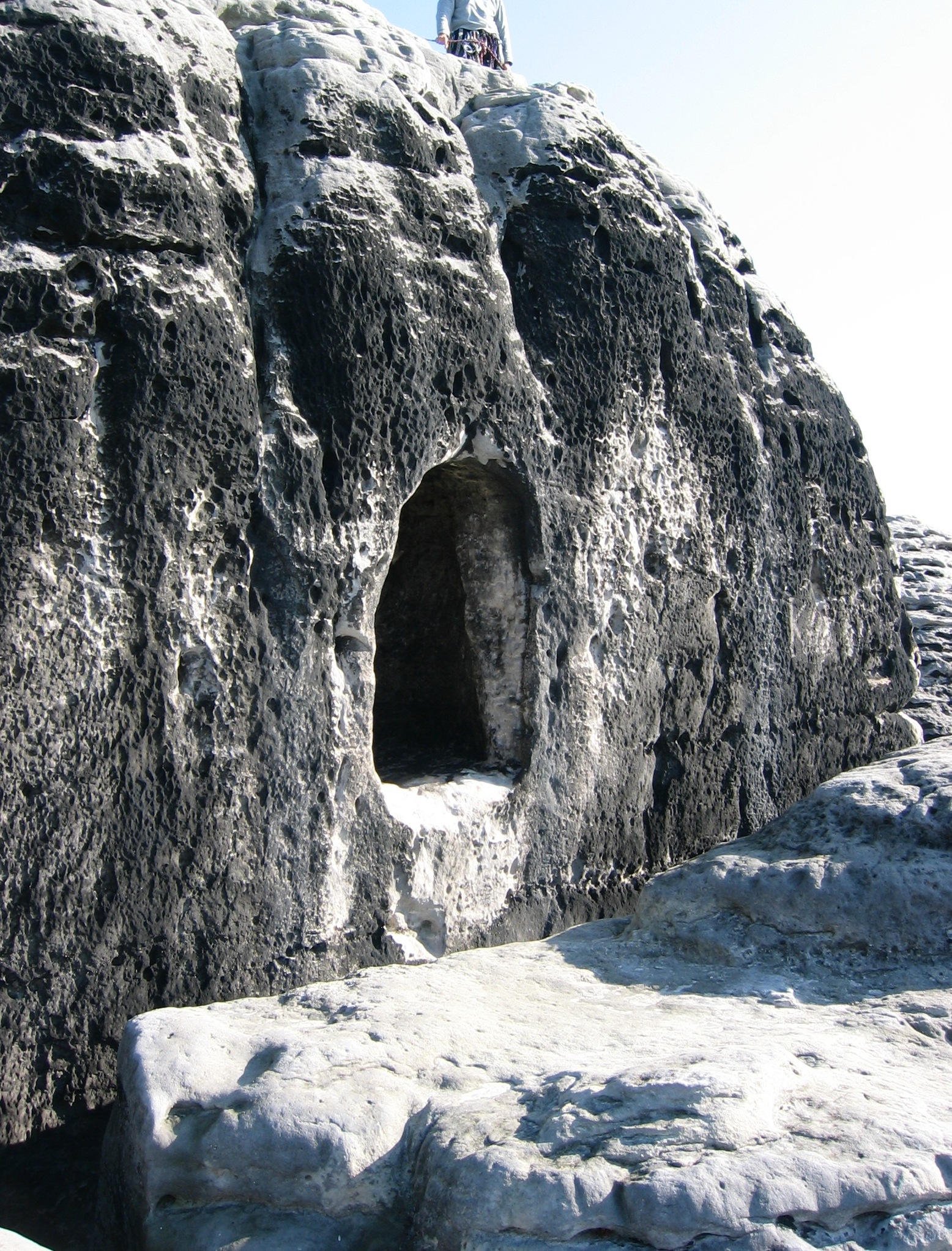
Das Mönchsloch, Unterstand für Wachposten der Felsenburg

Im Mittelalter war der Felsen aufgrund seiner markanten Lage als Ausguck Teil der Felsenburg Neurathen. Aus dieser Zeit stammt das knapp unterhalb des Gipfels in den Fels gehauene, etwa 1,75 Meter hohe und 1,35 Meter tiefe „Mönchsloch“, das von den Wachposten der Burg genutzt wurde. Die Felsenburg wurde 1469 zerstört und verfiel danach. Damit verschwand auch die noch an Balkenfalzen erkennbare mittelalterliche Zustiegsmöglichkeit auf den Mönch. Seitdem kann der Gipfel nur beim Klettern erreicht werden.
Vereinzelt wurde der Felsen noch bestiegen, überliefert sind Besteigungen aus den Jahren 1632, 1777 und 1803. Nachdem 1864 Turner aus Bad Schandau am Falkenstein die erste Gipfelbesteigung aus sportlichen Motiven durchgeführt hatten, folgte zehn Jahre später im Jahr 1874 durch O. Ufer und H. Frick die erste Besteigung des Mönchs aus den gleichen Motiven. Erstmals erfolgte dabei in der Sächsischen Schweiz eine Besteigung eines Klettergipfels ohne künstliche Hilfsmittel, nachdem zuvor noch Leitern, künstlich geschlagene Tritte verwendet worden waren. Der Verzicht auf künstliche Hilfsmittel ist noch ein wesentlicher Punkt der aktuell gültigen Sächsischen Kletterregeln. 
Der von Ufer und Frick benützte Südostweg (sächsische Schwierigkeitsstufe III) ist noch immer ein beliebter Kletterweg. Seit der sportlichen Erstbesteigung des Mönchs wurde eine Vielzahl weiterer Kletterwege erschlossen. Bekannte Bergsteiger wie Oscar Schuster, Rudolf Fehrmann, Emanuel Strubich oder Bernd Arnold haben Kletterwege auf den Mönch erstbegangen. Die schwierigsten Aufstiege in der Nordwand erreichen Schwierigkeiten im sächsischen oberen zehnten Grad.

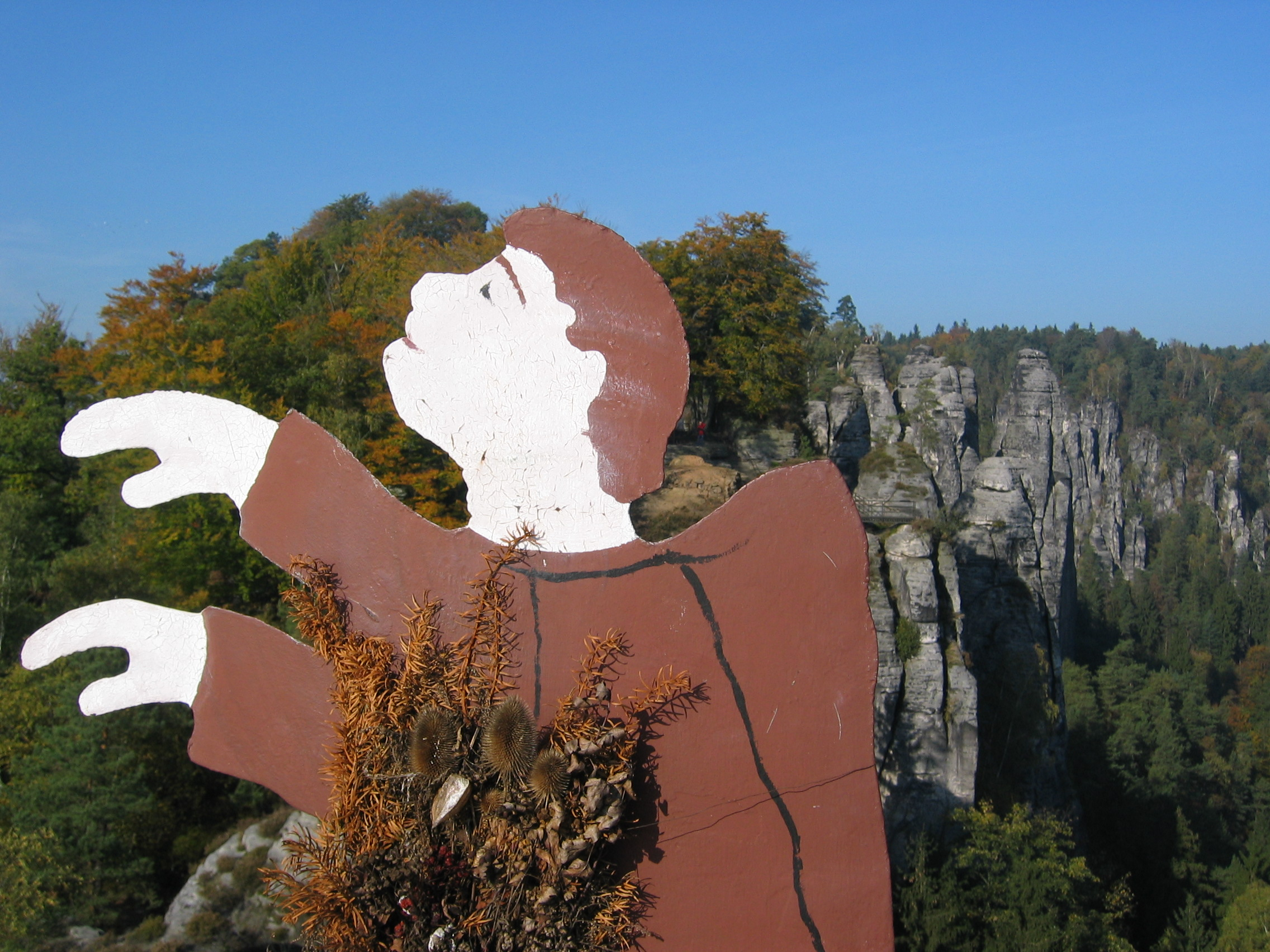
Die Wetterfahne auf dem Mönch

Im Jahr 1887 wurde, wie es in diesen Jahren auch auf anderen Gipfeln erfolgte, auf dem Mönch eine Wetterfahne in Form der Blechsilhouette eines Mönchs angebracht. Während die meisten Wetterfahnen und Gipfelzeichen in den kommenden Jahrzehnten zerstört oder wieder demontiert wurden, blieb die Wetterfahne auf dem Mönch als eines von wenigen Zeichen in der Sächsischen Schweiz erhalten. Die Originalfigur wurde allerdings, nachdem sie 1928 und 1930 beschädigt wurde, im Jahr 1957 durch eine originalgetreue Nachbildung ersetzt. Der Originalmönch von 1887 ist seitdem im Museum in Bad Schandau zu sehen.